# 1979년 태풍
1979년에는 1978년 12월 31일에 제1호 태풍 엘리스 이 발생한 것을 시작으로, 연말까지 총 24개의 태풍이 발생하였다. 평균적으로 1년 동안 태풍 발생 개수가 26.7개인 것과 비교하면 낮은 수치이다.
그리고 1999년까지는 미국 합동태풍경보센터에서 이름을 지었기 때문에, SSHS로 열대저기압인것은 이름을 붙이지 않았다.

## 통계
이 문서에서는 1979년에 발생한 태풍들의 활동에 대해 기록하였다.
1979년에는 1978년 12월 31일에 제1호 태풍 앨리스가 발생한 것을 시작으로, 연말까지 총 24개의 태풍이 발생하였다. 평균적으로 1년 동안 태풍 발생 개수가 26.7개인 것과 비교하면 낮은 수치이다.

### 월별 태풍 발생 개수
1980년 기록과 30년 평균 기록의 비교
| -                              | 1월       | 2월       | 3월       | 4월       | 5월       | 6월       | 7월       | 8월        | 9월        | 10월       | 11월       | 12월       |
| ------------------------------ | --------- | --------- | --------- | --------- | --------- | --------- | --------- | ---------- | ---------- | ---------- | ---------- | ---------- |
| 1979년 (누적)                  | 1 (1)     | 0 (1)     | 1 (2)     | 1 (3)     | 2 (5)     | 0 (5)     | 4 (9)     | 2 (11)     | 6 (17)     | 3 (20)     | 2 (22)     | 2 (24)     |
| 30년 평균 1971년~2000년 (누적) | 0.5 (0.5) | 0.1 (0.6) | 0.4 (1.0) | 0.8 (1.8) | 1.0 (2.8) | 1.7 (4.5) | 4.0 (8.5) | 5.5 (14.0) | 5.0 (19.0) | 3.9 (22.9) | 2.5 (25.4) | 1.3 (26.7) |

## 활동한 태풍

### 제20호 태풍 팁
동아시아 기상관측 역사상 가장 낮은 중심기압 870hPa를 기록했던 태풍이다. 팁 태풍은 처음엔 약했는데 제 19호 태풍 로저의 힘을 먹으면서 급격히 강해졌다. 그 이후로 아시아 관측 최저기압 870hpa를 찍고 점점 약해지면서 일본을 관통하고 소멸되었다. 또한 크기는 미국 본토의 반을 덮을 만큼 크기는 매우 컸었다. 따라서 제 20호 태풍 팁은 역사상 가장 강력한 태풍이 되었다.